# Aeropuerto de York Landing
El Aeropuerto de York Landing (del inglés: York Landing Airport) (IATA: ZAC, OACI: CZAC) está ubicado adyacente a York Landing (Manitoba, Canadá).

## Aerolíneas y destinos
- Perimeter Airlines
  - Winnipeg / Aeropuerto Internacional de Winnipeg-Armstrong